# Cantone di Iholdy
Il Cantone di Iholdy era una divisione amministrativa dell'arrondissement di Bayonne.
È stato soppresso a seguito della riforma complessiva dei cantoni del 2014, che è entrata in vigore con le elezioni dipartimentali del 2015.
Comprendeva i comuni di:
- Arhansus
- Armendarits
- Bunus
- Hélette
- Hosta
- Ibarrolle
- Iholdy
- Irissarry
- Juxue
- Lantabat
- Larceveau-Arros-Cibits
- Ostabat-Asme
- Saint-Just-Ibarre
- Suhescun